# Pterogeniidae
Famille
Les Pterogeniidae sont une famille de coléoptères de la super-famille des Tenebrionoidea.

## Liste des genres
En 2005, la famille comprend les genres suivants :
- Anogenius Löbl & Leschen, 1994
- Histanocerus Motschulsky, 1858
- Katagenius Burckhardt & Löbl, 1992
- Kryptogenius Burckhardt & Löbl, 1992
- Laenagenius Löbl, 2005
- Pterogenius Candèze, 1861
- Tychogenius Burckhardt & Löbl, 1992